# Мезокефалия

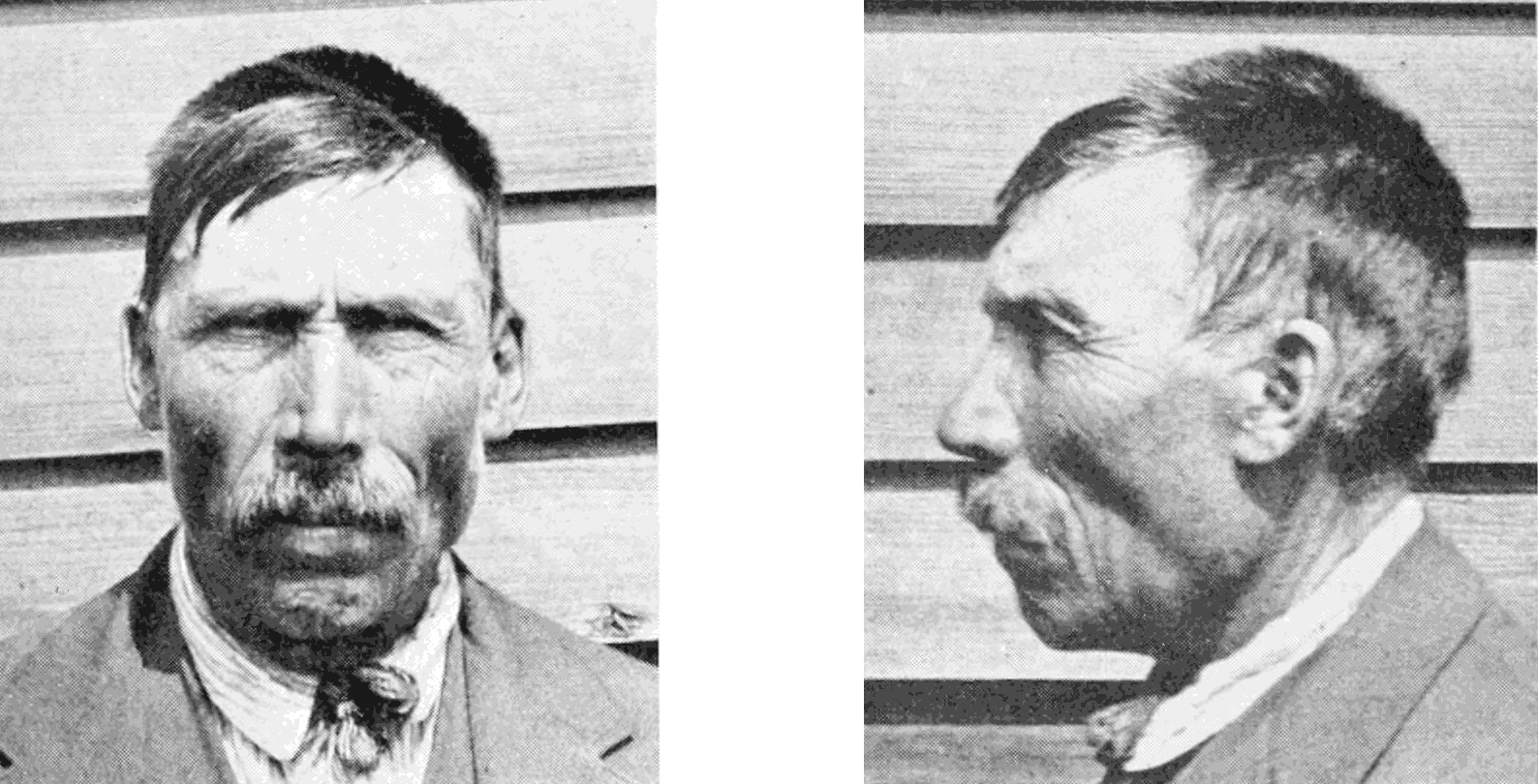
Финн (Западная Финляндия) с соотношением ширины к длине головы в 78,0 %

Мезокефа́лия (от др.-греч. μέσος «средний, промежуточный» и ϰεφαλή «голова»; также мезоцефалия, среднеголовость) — один из вариантов головного указателя, выраженный в средних значениях отношения поперечного и продольного диаметров головы человека (для черепного указателя применяется термин «мезокрания»). Характеризуется как умеренно широкая и умеренно длинная голова. Определяется при помощи кефалометрических и краниометрических измерений. Соотношение ширины к длине головы при мезокефалии составляет от 76,0 до 80,9 %, по другим данным — от 75,0 до 79,9 %. Различают головной указатель для женщин (77,0—81,9 %) и мужчин (76,0—80,9 %).
Мезокефалия занимает промежуточное положение между крайними значениями продольно-поперечного индекса (головного указателя) — брахикефалией (с формой головы, приближающейся к округлой) и долихокефалией (с длинной и узкой формой головы). В параметрах черепного указателя иногда выделяют также долихомезокранию со значениями, находящимися в промежутке между долихокранией и мезокранией, и мезобрахикранию, отражающую среднее значение между брахикранией и мезокранией.
Мезокефалия, как и остальные значения головного указателя, имеет важное значение в расоведении. Мезокефалия включается, в частности, в характеристику дальневосточной и южноазиатской монголоидных рас, а также в характеристику беломоро-балтийской европеоидной расы.